# Cereus hexagonus
Cereus hexagonus är en kaktusväxtart som först beskrevs av Carl von Linné, och fick sitt nu gällande namn av Philip Miller. Cereus hexagonus ingår i släktet Cereus och familjen kaktusväxter. Inga underarter finns listade i Catalogue of Life.

## Bildgalleri

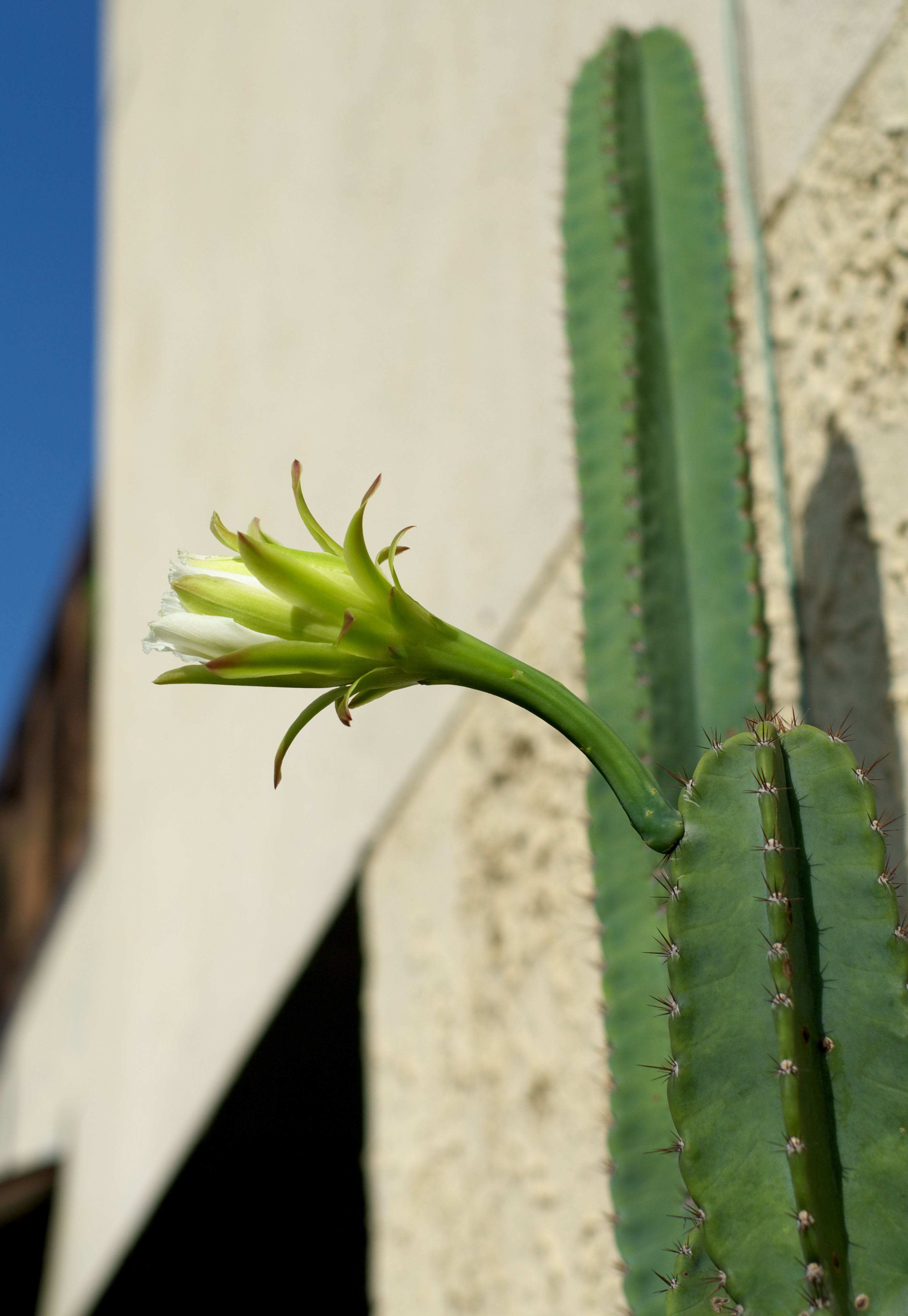
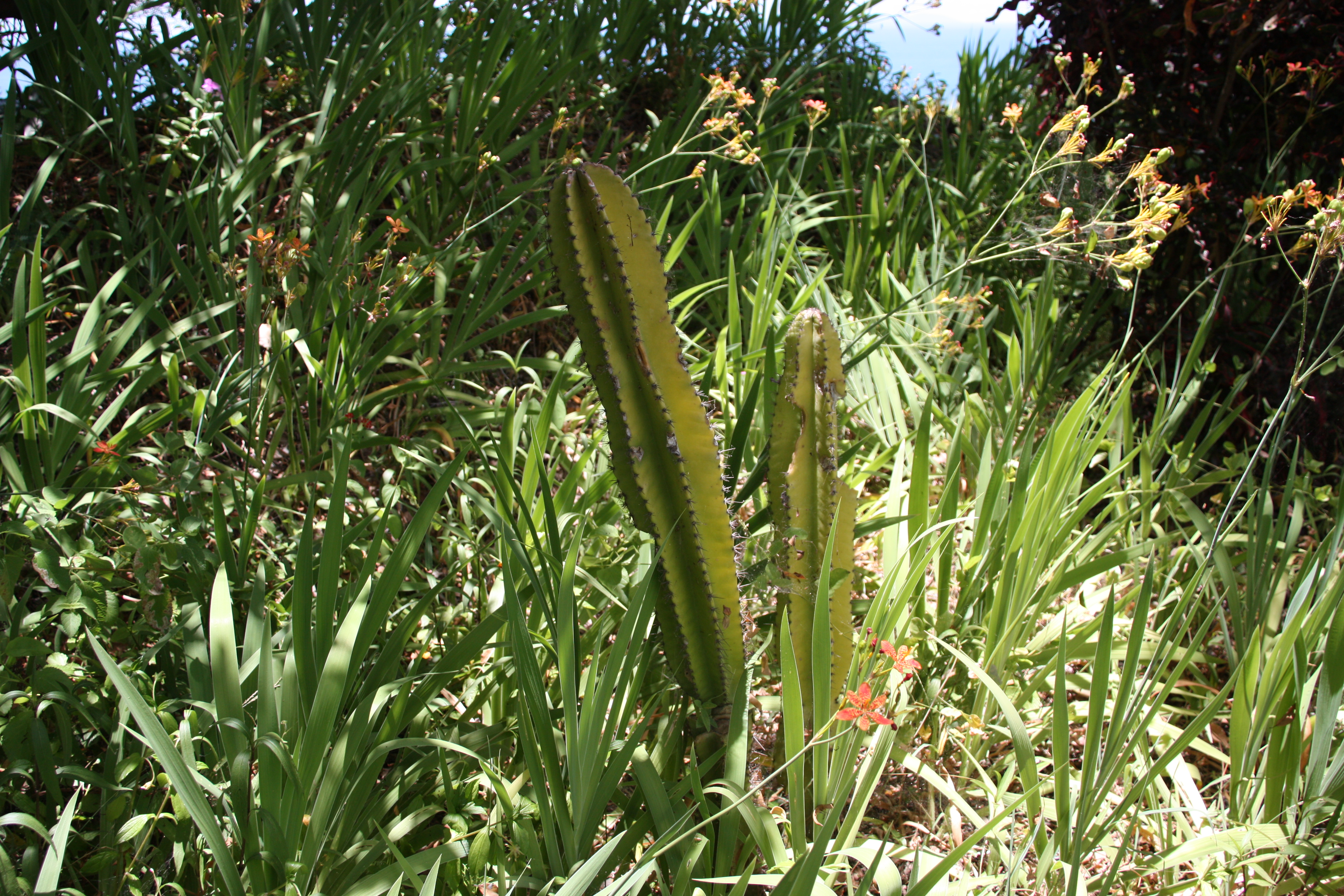
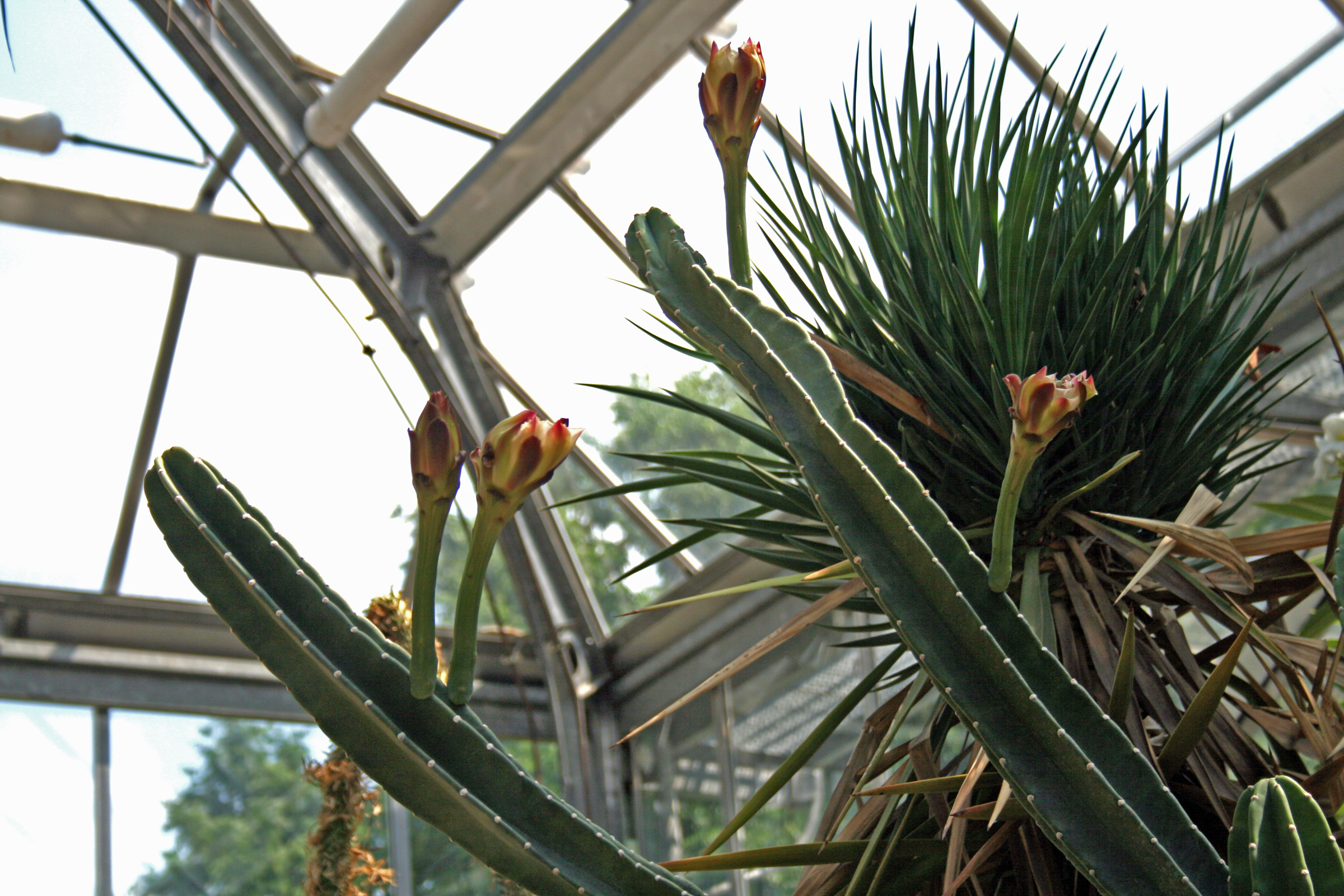
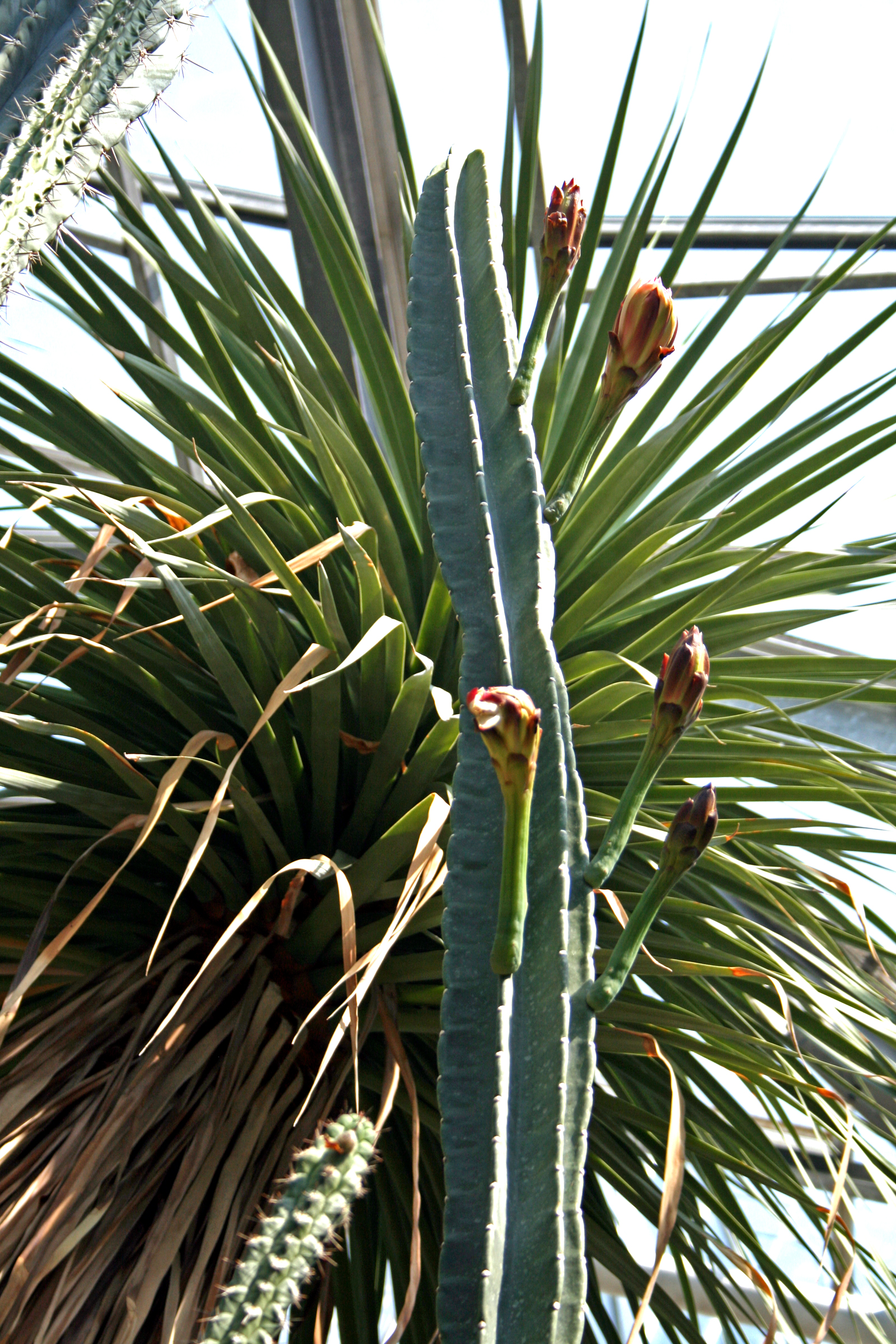
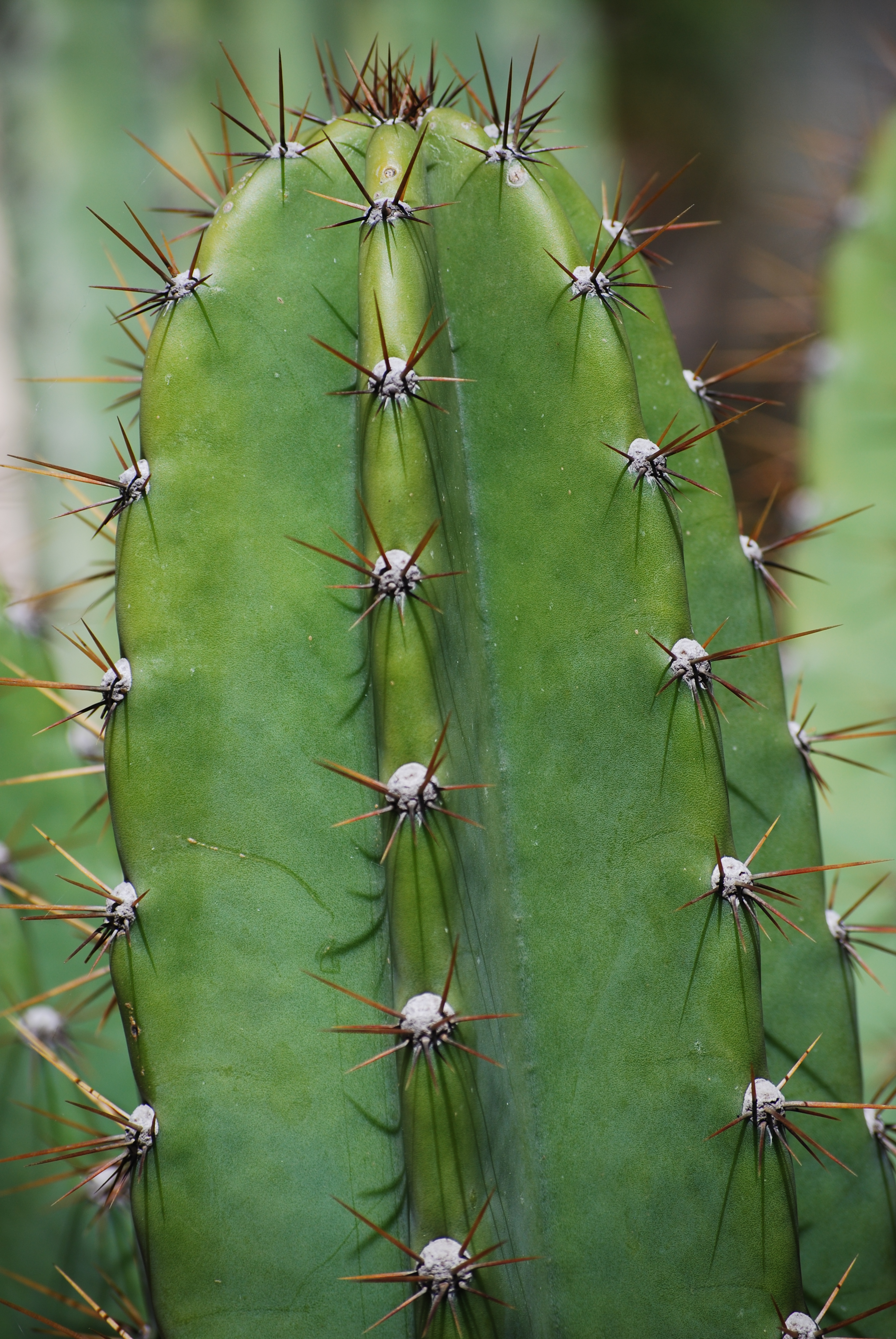
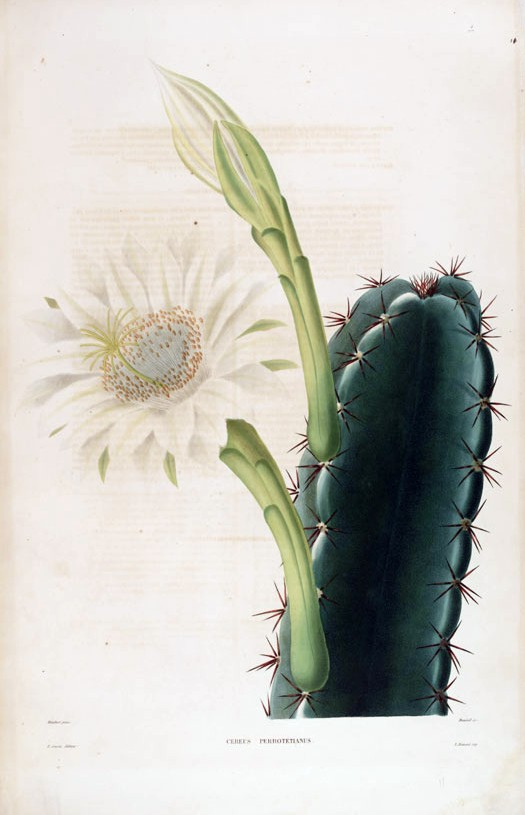